# Ієн Вудолл
Ієн Вудолл (англ. Ian Woodall, нар. 17 серпня 1956) — британський альпініст.

## Південноафриканська експедиція
У 1996 році Вудолл був керівником суперечливої першої південноафриканської експедиції на Еверест, під час якої один з членів групи загинув. 10 травня експедиція досягла Табору IV — останнього табору перед вершиною, на 923 м нижче від неї. Того дня на Евересті сталася катастрофа через завірюху, але південно-африканську групу вона не зачепила. Після трагедії експедиція повернулася до Базового табору та після кількох днів відпочинку здійснила другу спробу, досягнувши вершини 28 травня. Вудолл підкорив вершину о 10 ранку.
Дії Вудолла як керівника експедиції, отримали значну негативну критику, детальніше див. тут

## Френсіс Арсентьєв
Наприкінці травня 1998 року Вудолл разом зі своєю партнеркою по скелелазінню Кеті О'Дауд під час нового сходження на Еверест зустріли Френсіс Арсентьєву, напівпритомну та нездатну самостійно рухатися. Вони скасували свою спробу досягти вершини та більше години намагалися допомогти їй, але через її стан, небезпечне місце розташування та холодну погоду зрештою були змушені покинути її та почати спуск. Інші альпіністи, що зустріли Арсентьєву, теж не змогли їй допомогти, і врешті вона померла на горі.
У 2007 році Вудолл ініціював та очолив експедицію «Дао Евересту» з метою поховання тіл Арсентьєвої, а також невідомого альпініста, загиблого під час катастрофи 1996 року, чий труп отримав прізвисько «Зелені Черевики». Через погану погоду експедиція затрималамя, і 23 травня 2007 року Вудолл та Пхурі Шерпа змогли лише прибрати з людного місця тіло Арсентьєвої та після короткої церемонії скинути її з Північного схилу.

## Особисте життя
Вудолл та О'Дауд одружилися у 2001 році. Пізніше вони розлучилися, і зараз Вудолл живе на південному сході Англії.